# Spreuerhofstraße
Spreuerhofstraße es una de las calles más angostas del mundo, la cual se encuentra en la ciudad de Reutlingen, en Baden-Württemberg, Alemania. Su ancho va desde los 31 centímetros en su parte más angosta hasta los 50 centímetros en su parte más ancha.
La calle fue construida en 1727 durante la reconstrucción de la zona que fuera destruida por un incendio que afectó al 80 % de la ciudad en 1726. La calle está oficialmente registrada en la Oficina de Registros de la ciudad como la "calle Nº 77º".

## Imágenes

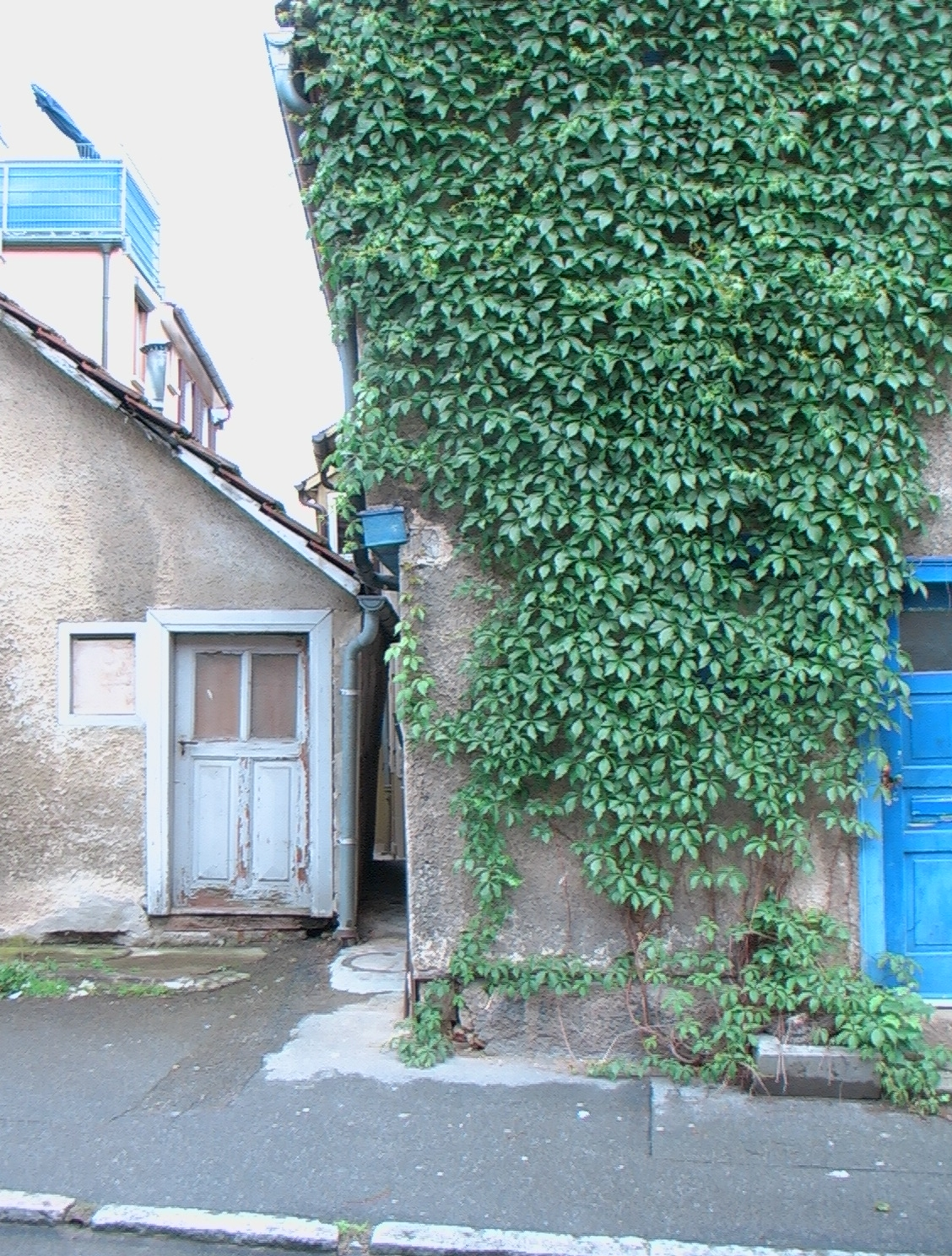
Spreuerhofstraße.
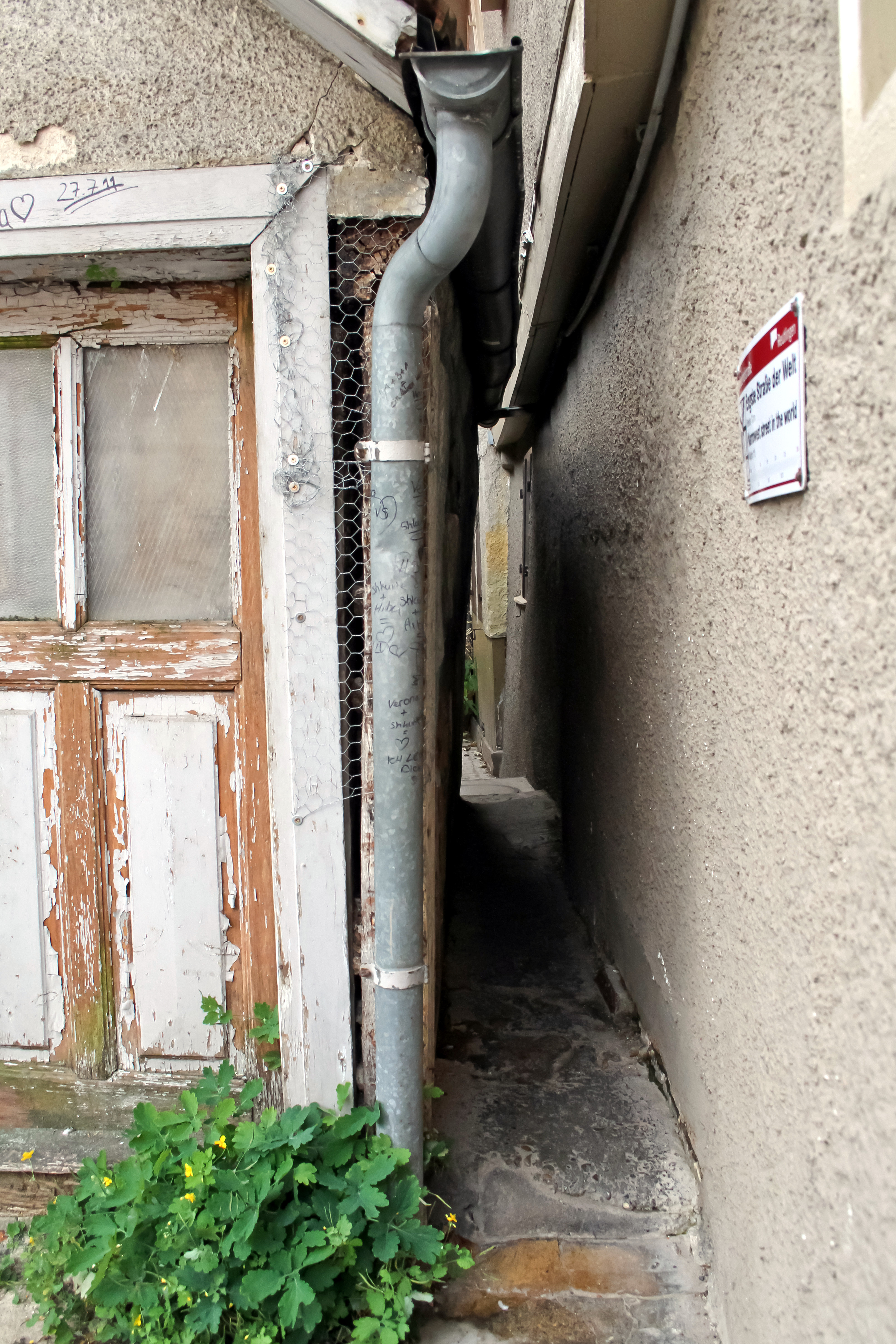
Vista de la calle.
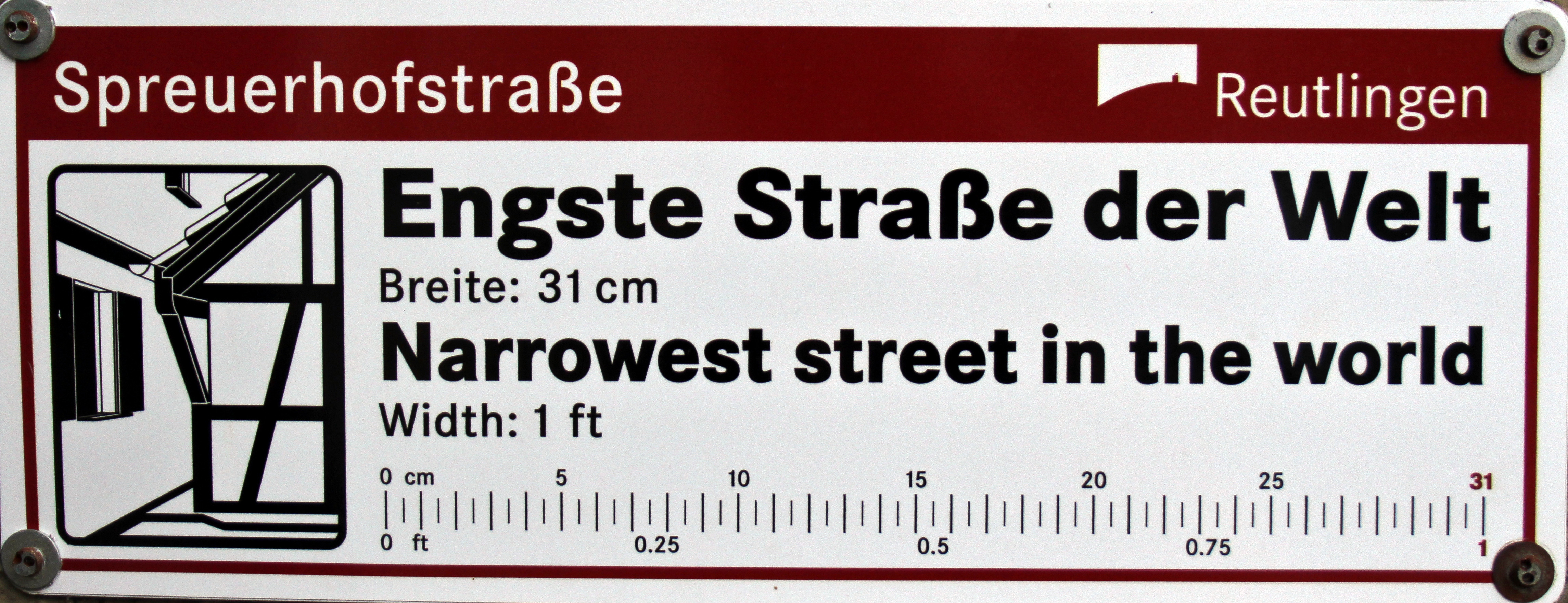
Cartel indicador de la calle más angosta del mundo.